# Krasne, Berezivka
Krasne (în ucraineană Красне) este un sat în comunei Rozkvit din raionul Berezivka, regiunea Odesa, Ucraina.

## Demografie
Componența lingvistică a localității Krasne
     Ucraineană (100%)
Conform recensământului din 2001, toată populația localității Krasne era vorbitoare de ucraineană (100%).